# Gustav Bendt
Nils Gustav Bendt, född 9 oktober 1978 i Enskede, Stockholm, är en svensk musiker, diskjockey och klubbarrangör.
Bendt, som spelar saxofon och theremin, har spelat/spelar med band och artister som Crypt Kicker 5, Club killers, CDOASS, The Solution, Moneybrother, Monster med flera.
Han är initiativtagare till framgångsrika musikklubbar som Hot Rock Ranch och Club Killers. Han är även ansvarig bokare för Kollektivet Livet Bar & Scen ochStadsgårdsterminalen. 

### Fotnoter
1. ↑  ”Gustav Bendt”. Svensk Filmdatabas. http://www.sfi.se/sv/svensk-filmdatabas/Item/?type=PERSON&itemid=332048&ref=%2ftemplates%2fSwedishFilmSearchResult.aspx%3fid%3d1225%26epslanguage%3dsv%26searchword%3dbendt%26type%3dPerson%26match%3dBegin%26page%3d1%26prom%3dFalse. Läst 18 april 2012.
2. ↑  ”Gustav Bendt”. Discogs.com. http://www.discogs.com/artist/Gustav+Bendt. Läst 18 april 2012.